# 王秋竣
王秋竣（1989年4月4日—）是臺灣桃園縣人，長跑運動員，畢業於縣立竹圍國中、國立桃園農工、國立體育大學陸上運動技術學系。參與2008年第13屆亞洲青年田徑錦標賽男子獲得男子組三千公尺障礙銀牌的佳績。2012年世界無障礙慈善路跑獲得男子組冠軍
。

## 外部連結
- 王秋竣在的頁面
- 【人物專訪】-『下一個世代的黑馬哥王秋竣』 （页面存档备份，存于）
- 10KM超越三人王秋竣奪萬金石亞軍 （页面存档备份，存于）
- 世界無障礙路跑 王秋竣、陳淑華奪男女冠
- 台灣/義大利國際馬拉松　台灣新秀選手獲佳績